# Antonio Polin
Antonio Polin (Caerano, 6 ottobre 1825 – Rovigo, 15 maggio 1908) è stato un vescovo cattolico italiano.

## Biografia
Nacque il 6 ottobre 1825 a Caerano.

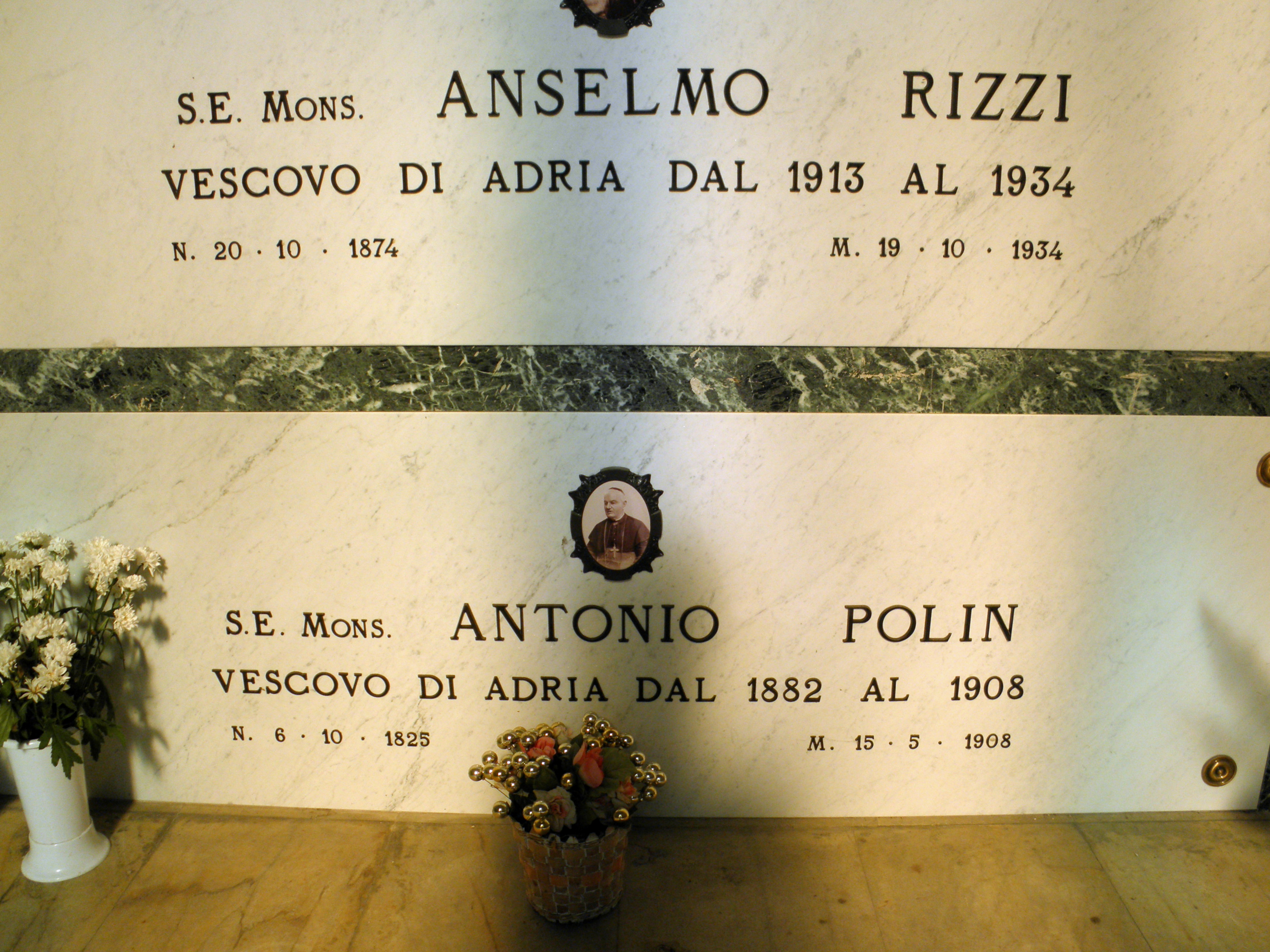
Tomba di monsignor Antonio Polin nel cimitero di Rovigo.

Il 22 settembre 1849 fu ordinato presbitero per la diocesi di Treviso.
Il 16 gennaio 1874 fu nominato vescovo titolare di Milta ed ausiliare di Padova da papa Pio IX. Ricevette la consacrazione episcopale nella cattedrale di Treviso il successivo 1º marzo dal vescovo di Treviso Federico Maria Zinelli.
Il 25 settembre 1882 fu promosso vescovo di Adria da papa Leone XIII.
Morì il 15 maggio 1908 a Rovigo dopo una lunga malattia.

## Genealogia episcopale
La genealogia episcopale è:
- Cardinale Scipione Rebiba
- Cardinale Giulio Antonio Santori
- Cardinale Girolamo Bernerio, O.P.
- Arcivescovo Galeazzo Sanvitale
- Cardinale Ludovico Ludovisi
- Cardinale Luigi Caetani
- Cardinale Ulderico Carpegna
- Cardinale Paluzzo Paluzzi Altieri degli Albertoni
- Papa Benedetto XIII
- Papa Benedetto XIV
- Papa Clemente XIII
- Cardinale Marcantonio Colonna
- Cardinale Giacinto Sigismondo Gerdil, B.
- Cardinale Giulio Maria della Somaglia
- Cardinale Carlo Odescalchi, S.I.
- Cardinale Fabio Maria Asquini
- Cardinale Giuseppe Luigi Trevisanato
- Vescovo Federico Maria Zinelli
- Vescovo Antonio Polin